# Từ Hải Kiều
Từ Hải Kiều (tiếng Trung: 徐海乔, bính âm: Xú Hǎiqiáo), tên khai sinh Từ Nghiêu, là một nam diễn viên người Trung Quốc. Anh được biết đến nhiều qua vai diễn Phong Cảnh trong phim Trùng Sinh Chi Danh Lưu Cự Tinh. Anh cũng tham gia các bộ phim đã được phát sóng tại Việt Nam như Tân Hồng lâu mộng, Nương tâm kế, Cực phẩm tân nương, Hoa Thiên Cốt,...

## Tiểu sử
Từ Hải Kiều tốt nghiệp lớp diễn xuất chính quy khóa 2003 của Học viện Hí kịch Thượng Hải.
Năm 2007, tham gia cuộc thi tuyển chọn "Hồng Lâu Mộng Trung Nhân", đạt giải I khu vực Tế Nam, Sơn Đông và giải III toàn quốc nhóm Giả Bảo Ngọc.
Năm 2008, ký hợp đồng với công ty quản lý Vinh Tín Đạt ảnh thị và tham gia diễn vai Liễu Tương Liên trong bộ phim "Tân Hồng Lâu Mộng" của đạo diễn Lý Thiếu Hồng. Tháng 8 năm 2008, anh thi vào trung tâm nghệ thuật của Bộ chính trị Không quân.
Năm 2010 - 2012, anh lần lượt tham gia các phim "Xuân quang xán lạn Trư cửu muội" vai Tây Hồ Kiếm Lang cùng với Trần Kiều Ân, Kiều Nhậm Lương; "Câu chuyện của đại học sinh sĩ binh" - bộ phim hài sitcom đề tài quân đội với vai diễn anh sĩ binh Từ Soái mang giấc mộng trở thành ngôi sao; "Nương tâm kế" với vai Hà Nhuận Sinh - một thiếu gia ẩn thân ôn văn nho nhã, chính trực thiện lương,...
Năm 2013, anh tham gia bộ phim "Cực phẩm tân nương" với vai Dư Vạn Toàn, con trai chủ tiệm thuốc Hồi xuân cùng với Lý Thấm, Kim Thế Giai, Ứng Hạo Minh,...
Tháng 5 năm 2014 tham diễn trong bộ phim tiên hiệp "Hoa Thiên Cốt" vai Mạnh Huyền Lãng, vai diễn này đã đưa anh đến gần hơn với khán giả.
Năm 2015 tham diễn trong bộ phim thần tượng về giới giải trí "Trùng Sinh Chi Danh Lưu Cự Tinh" vai giám đốc quản lý nghệ nhân Phong Cảnh. Vai diễn này đã giúp anh mang về cho mình giải thưởng Nam diễn viên webdrama được yêu thích nhất do trang Cốt Đóa bình chọn.
Năm 2016, anh ký hợp đồng với công ty quản lí mới là Thịnh Thế Đức Hợp rồi tham gia diễn xuất trong phim Bán Yêu Khuynh Thành (vai Vương Thiếu Đường), Mặc Khách Hành (vai Lục Ly). Tháng 6 cùng năm, anh tham diễn trong bộ phim cổ trang đề tài phá án "Nhiệt Huyết Trường An" vai nam chính Tát Ma Đa La, thiếu niên thần bí tinh thông thuật Già La, ngoài mặt tính tình tùy hứng, thực chất thận trọng nhạy bén, mưu trí hơn người.
Tháng 10 năm 2016, tham diễn trong bộ phim truyền hình IP lớn "Túy Linh Lung" cùng với Trần Vỹ Đình, Lưu Thi Thi, Hàn Tuyết,... Trong phim, anh diễn vai Thất hoàng tử Nguyên Trạm - Một người nho nhã, ôn nhu như ngọc nhưng bên trong lại rất giỏi bày mưu tính kế.
Năm 2017, anh tham gia diễn xuất trong các bộ phim "Người yêu dấu" (vai nam chính Cố Thiên Thành cùng với Giả Thanh), phim truyền hình IP lớn "Dạ Thiên Tử" (vai nam chính Diệp Tiểu Thiên cùng với Tống Tổ Nhi), "Ánh sao kia thuộc về anh" (vai nam chính Thân Tuấn Dật, cùng với Mạnh Tử Nghĩa)

## Sự nghiệp điện ảnh

### Phim điện ảnh
| Năm  | Tựa Phim             | Vai Diễn       | Ghi Chú    |
| ---- | -------------------- | -------------- | ---------- |
| 2007 | Mộ Sắc               | Lý Lôi         |            |
| 2008 | Tuyền Luật           | Từ Nghiêu      |            |
| 2010 | Võ lâm ngoại truyện  |                | Lồng tiếng |
| 2011 | Kiến Đảng Vỹ Nghiệp  | Cù Thu Bạch    |            |
| 2012 | The tree in the rain | Đỗ Hiểu Mân    |            |
| 2012 | Một Đời Có Em        | Trương Lộ Bạch |            |
| 2013 | Mạn Mạn Ái Hệ Liệt   | Đường Uy       |            |
| 2013 | Dấu Hiệu Chết Chóc   | Khang Khải     |            |
| 2019 | Tennis               | Thành Phi      |            |

### Phim truyền hình
| Năm  | Tựa Phim                              | Vai Diễn                        | Ghi Chú            |
| ---- | ------------------------------------- | ------------------------------- | ------------------ |
| 2008 | Sở vị hôn nhân                        | Vương Kiến Chính                |                    |
| 2009 | Tâm·Nhạc sống                         | Lạc Thiên Thành                 |                    |
| 2010 | Tân Hồng Lâu Mộng                     | Liễu Tương Liên                 |                    |
| 2011 | Xuân quang xán lạng Trư Cửu Muội      | Tôn Chí Quốc (Tây Hồ Kiếm Lang) |                    |
| 2011 | Câu chuyện của đại học sinh Sỹ Binh 1 | Từ Soái                         |                    |
| 2012 | Huyết chiến trường không              | Từ Sĩ Nghiệp                    |                    |
| 2012 | Nương tâm kế                          | Hà Nhuận Sinh                   |                    |
| 2013 | Câu chuyện của đại học sinh Sỹ Binh 2 | Từ Soái                         |                    |
| 2013 | Bồng Lai bát tiên                     | Hàn Tương Tử                    |                    |
| 2014 | Cổ thành vãng sự                      | Tân Thuần                       |                    |
| 2015 | Cực phẩm tân nương                    | Dư Vạn Toàn                     |                    |
| 2015 | Hoa Thiên Cốt                         | Mạnh Huyền Lãng                 |                    |
| 2015 | Phù Dung Quyết                        | Tần Tử Khuyết                   |                    |
| 2016 | 39 Độ Thanh Xuân                      | Cao Phi                         |                    |
| 2016 | Chân Mệnh Thiên Tử                    | Hàn Lâm Nhi                     |                    |
| 2016 | Trùng Sinh Chi Danh Lưu Cự Tinh       | Phong Cảnh                      |                    |
| 2016 | Ma Lạt biến hình kế                   | Dương Đăng                      |                    |
| 2016 | Bán Yêu Khuynh Thành                  | Vương Thiếu Đường               |                    |
| 2016 | Mặc Khách Hành                        | Lục Ly                          |                    |
| 2017 | Côn Luân Khuyết Chi Tiền Thế Kim Sinh | Trọng Ly/ Trọng Ngật            |                    |
| 2017 | Nhiệt huyết Trường An                 | Tát Ma Đa La                    |                    |
| 2017 | Túy Linh Lung                         | Nguyên Trạm                     |                    |
| 2017 | Run Rẩy Đi, A Bu                      | Bạch Vũ                         |                    |
| 2017 | Người yêu dấu                         | Cố Thiên Thành                  |                    |
| 2018 | Dạ Thiên Tử                           | Diệp Tiểu Thiên                 |                    |
| 2018 | Ánh sao kia thuộc về anh              | Thân Tuấn Dật                   |                    |
| 2018 | Vô ưu chi địa                         | Dương Thận Hành                 |                    |
| 2019 | First Love                            | Lục Bằng                        | Khách mời          |
| 2020 | Chiến Cảnh                            | Cao Địch                        |                    |
| 2021 | Đương gia chủ mẫu                     | Nhậm Tuyết Đường                |                    |
| 2022 | Mộng Hoa Lục                          | Âu Dương Húc                    |                    |
| 2022 | Thương Lan quyết                      | Dung Hạo                        |                    |
| 2024 | Dữ Phượng hành                        | Phượng Lai                      |                    |
| 2024 | Vĩnh Dạ Tinh Hà                       | Triệu Khinh Hoan (Khinh Y hầu)  | Khách mời đặc biệt |

### Kịch nói
| Năm  | Tác phẩm                                       | Ghi chú        |
| ---- | ---------------------------------------------- | -------------- |
| 2004 | Ước Vọng Dưới Cây Du (榆树下的欲望)            | vai Y Bổn      |
| 2004 | Quyết Không Giao Tiền (决不付帐)               |                |
| 2005 | Giấc Mộng Giữa Đêm Hè (仲夏夜之梦)             |                |
| 2005 | Ma Lạt Giáo sư (麻辣教师)                      |                |
| 2005 | Ma Huyễn Chocolate (魔幻巧克力)                |                |
| 2006 | Giam Cầm (禁闭)                                |                |
| 2006 | Đứng Nơi Đầu Cầu Trông Về Phương Xa (桥头眺望) |                |
| 2007 | Khi Ta Bên Nhau (当我们在一起的时候)           |                |
| 2007 | Super Afanti (超级聪明阿凡提)                  | kịch thiếu nhi |
| 2008 | Gia đình Nhạc Sống 2 (乐活家庭2)               |                |
| 2009 | Hoa Hồng Nổi Giận (雷霆玫瑰)                   |                |

| Năm  | Chương trình                            | Kênh phát sóng           | Tập                    | Ghi chú |
| ---- | --------------------------------------- | ------------------------ | ---------------------- | --- |
| 2010 | Nghệ thuật Nhân Sinh                    | CCTV8                    |                        | Chuyên đề Không quân                                                                                           |
| 2011 | Bát Tiên Quá Hải Náo Tân Xuân           | CCTV8                    |                        | Đoàn phim Bồng Lai Bát Tiên                                                                                    |
| 2011 | Câu lạc bộ Ảnh Thị                      | CCTV8                    |                        | |
| 2011 | Ảo Thuật Cuộc Sống                      | Beijing Enlight Pictures |                        | |
| 2011 | Lễ trao giải Phi Thiên lần thứ 28       |                          |                        | |
| 2012 | Ảo Thuật Cuộc Sống                      | Beijing Enlight Pictures |                        | |
| 2012 | Thế giới Thật Kỳ Diệu                   | Kênh Du lịch             |                        | |
| 2012 | Thu Hoạch Thiên Hạ                      | Kênh Bắc Kinh            |                        | |
| 2012 | Khiêu Chiến Với Tường Thành Danh Nhân   | Kênh Quảng Tây           |                        | |
| 2012 | Thu Tàng Mã Vị Đô                       | Kênh Quảng Tây           |                        | |
| 2013 | Minh Tinh Cố Gắng Đứng Lên!             | Tencent                  |                        | |
| 2013 | Thu Tàng Mã Vị Đô                       | Quảng Tây                |                        | |
| 2013 | Thời Trang & Sức khỏe                   | QHTV                     |                        | |
| 2013 | Hiện Trường Giải Trí                    | Kênh Giáo dục            |                        | |
| 2015 | Chúng Ta Đều Thích Cười                 | Hồ Nam                   | Tập ngày 2/7/2015      | Đoàn phim Hoa Thiên Cốt                                                                                        |
| 2015 | Tôi Yêu Tổ Quốc Tôi                     |                          | Tập ngày 19/7/2015     | |
| 2015 | Nhân vật Hôm Nay                        | Tencent                  |                        | |
| 2015 | Happy Camp                              | Hồ Nam                   | Tập ngày 8/8/2015      | Đoàn phim Hoa Thiên Cốt                                                                                        |
| 2015 | Thuyết Kịch Thực Thoại                  |                          |                        | |
| 2015 | Hỏi Đáp Hot Cafe                        |                          |                        | |
| 2015 | Chúng Ta Đều Thích Cười                 | Hồ Nam                   | Tập ngày 17/9/2015     | Đoàn phim Hoa Thiên Cốt                                                                                        |
| 2015 | Ai Là Ca Sỹ                             |                          |                        | Đoàn phim Hoa Thiên Cốt                                                                                        |
| 2015 | Happy Camp                              | Hồ Nam                   | Tập ngày 17/10/2015    | Đoàn phim Hoa Thiên Cốt                                                                                        |
| 2015 | Tôi Yêu Tổ Quốc Tôi                     |                          | Tập ngày 25/10/2015    | |
| 2015 | Crazy Magic                             | Hồ Nam                   | Tập ngày 21/11/2015    | Khách mời Từ Hải Kiều, Đổng Xuân Huy, An Duyệt Khuê                                                            |
| 2015 | Bí Mật Của Nữ Vương                     | LeTV                     |                        | |
| 2016 | Run For Time                            |                          | Tập 9                  | NPC Vương Ích                                                                                                  |
| 2016 | Đêm Hội Xuân 2016                       | Hồ Nam                   |                        | |
| 2016 | Thực Lai Vận Chuyển                     | Đông Nam                 |                        | |
| 2016 | Hẹn hò Đại Minh Tinh                    | Tencent                  | Tập 5-6                | Khách mời |
| 2016 | Bé Ơi, Tha Cho Anh! (season 1)          | Tencent                  | Tập 7-8                | Khách mời |
| 2016 | Hello Nữ Thần                           | Tencent                  | Tập ngày 28/9/2017     | Khách mời |
| 2016 | Xem Cưng Chạy Đi Đâu                    | Tencent                  |                        | Thành viên cố định                                                                                             |
| 2016 | Đại Bài Giá Đáo                         | Tencent                  | Tập 172                | |
| 2016 | Cool Home Party                         | IQIYI                    | Tập ngày 27-29/12/2016 | Khách mời |
| 2017 | Cao Năng Thiếu Niên Đoàn (Give Me Five) | Chiết Giang              | Tập 5 (ngày 20/4/2017) | Khách mời Từ Hải Kiều, Henry, Bạch Khải Nam                                                                    |
| 2017 | Happy Camp                              | Hồ Nam                   | Tập ngày 13/5/2017     | Khách mời Từ Hải Kiều, Khương Triều, Bạch Khách                                                                |
| 2017 | Thứ 2 Gặp                               | Tencent                  | Tập 4, mùa thứ 3       | Khách mời |
| 2017 | The Animation Idol                      | Youku                    | Tập ngày 20/6/2017     | |
| 2017 | Hẹn Hò Đại Minh Tinh 2                  | Tencent                  | Tập ngày 6 & 13/7/2017 | Khách mời cùng với Từ Lộ,...                                                                                   |
| 2018 | Phi Thường Tĩnh Cự Ly                   | Thẩm Quyến               | Tập ngày 1/2/2018      | |
| 2018 | 00 Đại Mạo Hiểm                         | CCTV14                   | Tập ngày 30/11/2018    | |
| 2018 | Nhạc hội Tết Nguyên Tiêu                | Hồ Nam                   | 2/3/2018               | Tiết mục "Tình ca vương 2018" cùng với Hàn Đông Quân, Trương Vân Long, Nhậm Gia Long, Lý Hi Tử, Trương Minh Ân |
| 2018 | Trò chuyện cùng sao                     | Youku                    | Tập ngày 18/4/2018     | Đã có vietsub                                                                                                  |
| 2018 | Tiểu tử nhà tôi                         | Hồ Nam, MangoTV          |                        | |
| 2018 | The king of comedy (season 3)           | Bắc Kinh                 | Tập ngày 25/8/2018     | |
| 2018 | Happy Camp                              | Hồ Nam                   | Tập ngày 1/9/2018      | Khách mời cùng Dương Dương, Trương Triết Hạn, Vương Lệ Khôn, Ngụy Đại Huân                                     |
| 2018 | Thiên Thiên Hướng Thượng                | Hồ Nam                   | Tập ngày 16/9/2018     | Khách mời cùng Võ Nghệ                                                                                         |
| 2018 | Thi ý Trung Quốc                        | Thẩm Quyến               | Tập ngày 21/9/2018     | |
| 2018 | Đêm hội Trung thu 2018                  | Hồ Nam                   | 24/9/2018              | Tiết mục Tứ đại tài tử đón Trung thu với Mã Khả, La Vân Hi, Từ Chính Khê                                       |
| 2018 | Happy Camp                              | Hồ Nam                   | Tập ngày 1/12/2018     | Khách mời cùng Hàn Tuyết, Trương Nhược Quân, Trần Nghiên Hi,...                                                |
| 2019 | Thiên Thiên Hướng Thượng                | Hồ Nam                   | Tập ngày 6/1/2019      | Khách mời cùng Vương Âu, Phan Việt Minh,...                                                                    |
| 2019 | Happy Camp                              | Hồ Nam                   | Tập ngày 26/1/2019     | Khách mời cùng Nguyễn Kinh Thiên,...                                                                           |
| 2019 | Happy Camp                              | Hồ Nam                   | Tập ngày 20/4/2019     | Khách mời cùng Trần Kiều Ân, Vương Đại Lục,...                                                                 |
| 2019 | Global Automob Festival 818             | Hồ Nam                   | 18/8/2019              | |
| 2019 | Trò chuyện cùng sao                     | Youku                    | Tập ngày 16/9/2019     | |
| 2019 | Do good thing together                  | Youku                    | 16/10/2019             | Khách mời cùng Chúc Tự Đan                                                                                     |

### Âm nhạc
| Năm  | Tên                           | Thể Hiện                                 | Ghi chú                                        |
| ---- | ----------------------------- | ---------------------------------------- | ---------------------------------------------- |
| 2016 | Xem cưng chạy đi đâu          | Giả Nãi Lượng, Trương Kế Khoa, Tôn Dương | OST Xem cưng chạy đi đâu                       |
| 2017 | Trường An túy                 |                                          | OST Nhiệt Huyết Trường An                      |
| 2017 | Hiệp khách hành               |                                          | OST Nhiệt Huyết Trường An                      |
| 2018 | Anh hùng mộng                 | Đỗ Hải Đào, Ngụy Tuần, Trương Triết Hạn  | Tiết mục “Đừng nói, hãy hát đi” của Happy Camp |
| 2018 | Tình yêu giữa ngàn sao rực rỡ |                                          | OST Ánh sao ấy thuộc về anh                    |

## Giải thưởng
| Năm  | Lễ trao giải                            | Giải thưởng                                                                    |
| ---- | --------------------------------------- | ------------------------------------------------------------------------------ |
| 2007 | Hồng Lâu Mộng Trung Nhân                | Giải I nhóm Giả Bảo Ngọc khu vực Tế Nam, Sơn Đông                              |
| 2007 | Hồng Lâu Mộng Trung Nhân                | Giải III nhóm Giả Bảo Ngọc toàn quốc                                           |
| 2015 | Star Show 2015                          | Nam diễn viên triển vọng của năm                                               |
| 2016 | Tinh thái OK!                           | Nam diễn viên phim truyền hình được yêu thích nhất                             |
| 2016 | Cốt Đóa                                 | Nam diễn viên webdrama được yêu thích nhất                                     |
| 2016 | Star Show 2016                          | Nhân vật thời trang triển vọng mới                                             |
| 2016 | Tinh Quang Đại Thưởng                   | Nam diễn viên phim truyền hình triển vọng                                      |
| 2016 | Netease Attitude Awards                 | Thần tượng phim truyền hình có sức ảnh hưởng nhất                              |
| 2017 | Lễ trao giải Hải Âu Vàng 2017 tại Macau | Nam diễn viên webdrama xuất sắc nhất                                           |
| 2017 | Lễ trao giải Trí tộc GQ MOTY 2017       | Nghệ sĩ thời thượng của năm                                                    |
| 2018 | Lễ trao giải Tâm thưởng chi dạ          | Biểu hiện xuất sắc nhất màn ảnh                                                |
| 2018 | Lễ trao giải FEIA                       | Nam diễn viên được chào đón nhất                                               |
| 2018 | Bảng xếp hạng Thế Lực Minh Tinh 2017    | Giải Ngôi sao nổi tiếng                                                        |
| 2018 | Lễ trao giải Funs Yixia                 | Nhân vật thời thượng của năm                                                   |
| 2018 | Asian Music Festival 2018               | Giải Nhạc phim của năm - Ca khúc "Tình yêu giữa ngàn sao rực rỡ" (OST Ánh sao) |